# Анна Крістенсен
Анна Крістенсен — активна членка Міжнародної ліги миру та свободи в Нюборзі, Данія, допомогла врятувати 40 єврейських дітей.
У 1930-х роках, після приходу Гітлера до влади, до Данії почали прибувати єврейські біженці з Німеччини та [Австрії. Організація «Молодіжна алія» (Youth Aliyah) також надсилала до країни групи дітей, яких готували до майбутнього життя та праці в Ерец-Ісраїлі. Одна з таких дитячих груп була розміщена в місті Нюборг.
Спочатку Анна Крістенсен безперешкодно записувала дітей до місцевої школи. Проте після вторгнення німецьких військ до Данії 9 квітня 1940 року ситуація змінилася — влада боялася дозволяти навчання єврейських дітей. У відповідь на це Анна облаштувала в підвалі свого будинку домашню школу. Вона сама викладала основні предмети, а інші дисципліни викладали вихователі груп. Із загостренням небезпеки Анна разом із друзями організувала для дітей місця переховування, особисто перевіряючи безпечність кожного дому. Двічі на тиждень, а також у святкові дні, вона збирала всіх дітей разом, організовувала обговорення важливих тем і пригощала традиційними стравами.
Анна була щирою, турботливою та ніжною жінкою, яка ставилася до дітей як до рідних — підтримувала їх, дарувала тепло та надію в часи тривоги.
Восени 1943 року їй вдалося за допомогою данського підпільного руху таємно вивезти дітей до безпечної Швеції.
Після завершення війни Крістенсен продовжувала підтримувати зв’язок зі своїми «дітьми», надсилаючи їм привітання до свят.
31 травня 1966 року Яд Вашем визнав Анну Крістенсен Праведницею народів світу.